# Уилсон, Мэри Джейн
Мэри Джейн Уилсон (англ. Mary Jane Wilson), также известная как сестра Мария святого Франциска (англ. Sister Maria of Saint Francis; 3 октября 1840, Харихар, Британская Индия — 18 октября 1916, Камара-ди-Лобуш, Мадейра), — англичанка, родившаяся в Индии и основавшаяся католический религиозный орден — Конгрегацию францисканских сестер Богоматери победоносной. Римским папой Франциском Уилсон была провозглашена досточтимой в 2013 году.

## Биография
Мэри Джейн Уилсон родилась 3 октября 1840 года в индийском Харихаре (княжество Майсур) в английской семье и росла в англиканской вере. После смерти родителей она переехала в Англию на попечение тётки. Уилсон приняла католичество, будучи крещённой во Франции 11 мая 1873 года.
В 1881 году Уилсон перебралась на португальский остров Мадейра, чтобы ухаживать за одной англичанкой. Она поселилась в Фуншале и всю оставшуюся жизнь прожила на Мадейре. В 1884 году она вместе с Амелией Амару де Са основала католическую религиозную организацию — Конгрегацию францисканских сестер Богоматери победоносной (англ. Congregation of the Franciscan Sisters of Our Lady of Victories, FNSV, порт. Congregação das Irmãs Franciscanas de Nossa Senhora das Vitórias). В 1907 году Уилсон ухаживала за больными во время эпидемии оспы и была удостоена ордена «Башни и меча», высшего португальского рыцарского ордена. Революция октября 1910 года вынудила её покинуть Мадейру, но через год она вернулась на остров. 18 октября 1916 года Уилсон умерла на Мадейре в возрасте 76 лет. 9 октября 2013 года она была провозглашена досточтимой римским папой Франциском.
Небольшой музей в Фуншале посвящён её жизни и деятельности, а в муниципальных садах Санта-Круша (города на юге Мадейры) есть её скульптура работы Луиша Пайшана. Книга о её жизни «The invincible Victorian, the life of Mary Jane Wilson» была опубликована приблизительно в 1950 году францисканскими сестрами Богоматери победоносной.

## Награды
- Дама Ордена Башни и Меча, Португалия (1907)[8]